# پرنتسیپال‌مارکت

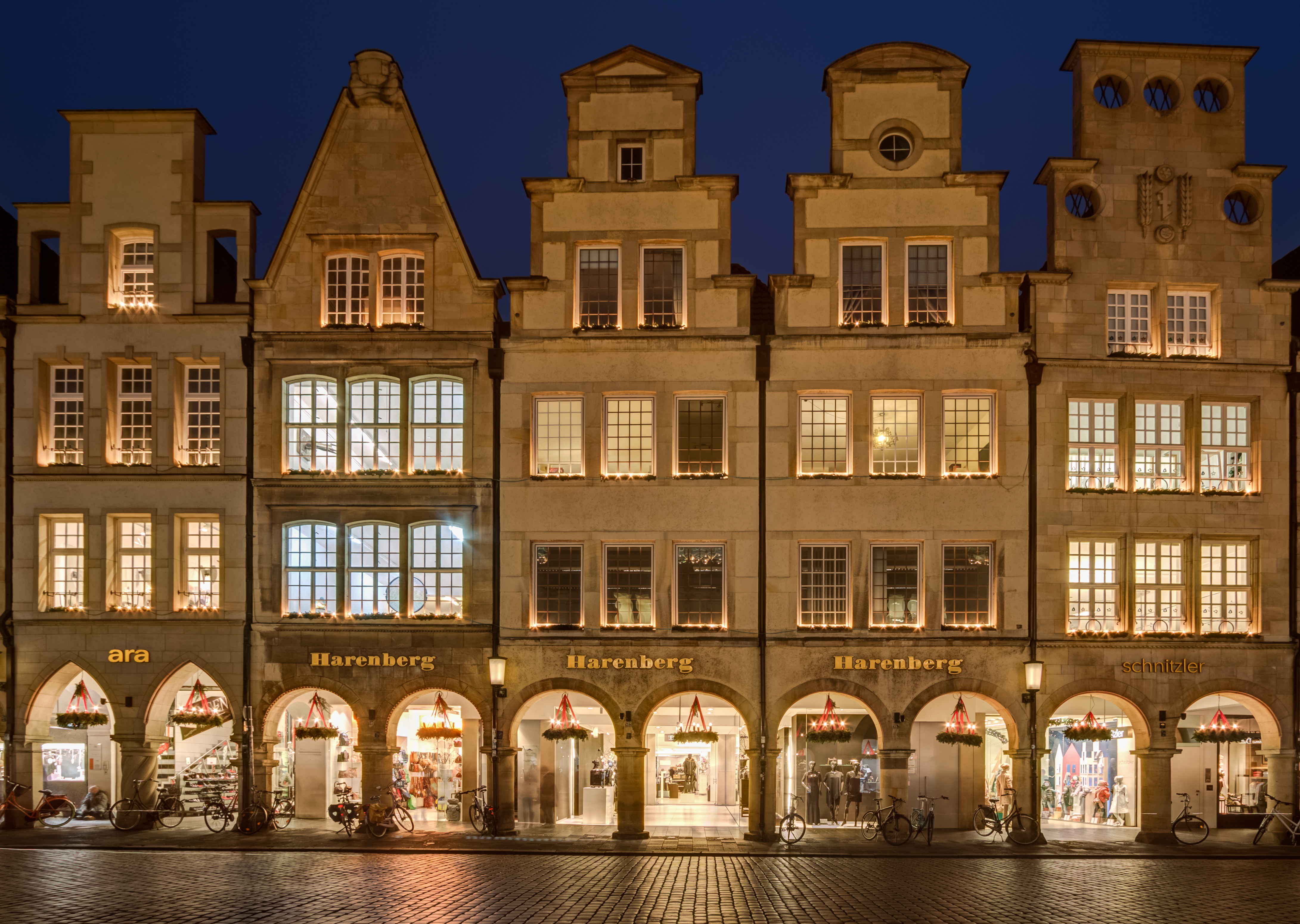
نگاره‌ای از معماری ساختمان‌های منطقهٔ تاریخی پرنتسیپال‌مارکت در شهر مونستر در ایالت نوردراین-وستفالن.

پرنتسیپال‌مارکت (به آلمانی: Prinzipalmarkt) بازار اصلی و تاریخی مونستر در آلمان است. این بازار را ساختمان‌هایی تاریخی شکل داده‌اند که با ستون‌هایی زیبا به یکدیگر متصل شده‌اند. با این‌که این بازار در طول جنگ جهانی دوم آسیب زیادی دید اما بین سال‌های ۱۹۴۷ تا ۱۹۵۸ بازسازی شد.